# Provinces du Panama

Carte du Panama, montrant les dix provinces et les 4 comarcas indígenas (régions indigènes)

La république du Panama est divisée en dix provinces (en espagnol : provincias) et quatre régions indigènes avec statut de province (en espagnol : comarcas indígenas, appelées plus simplement comarcas). De plus, on compte deux comarques supplémentaires à l'intérieur de ses provinces, mais elles n'ont que le statut de corregimiento (« municipalité »).

## Provinces
Les dix provinces sont :
| Province       | Capitale             | Population (2016) | Superficie (km2) | Drapeau | Carte |
| -------------- | -------------------- | ----------------- | ---------------- | ------- | ----- |
| Bocas del Toro | Bocas del Toro       | 161 845           | 4 643,9          |         |       |
| Chiriquí       | David                | 456 482           | 6 548            |         |       |
| Coclé          | Penonomé             | 260 292           | 4 927            |         |       |
| Colón          | Colón                | 282 579           | 4 868,4          |         |       |
| Darién         | La Palma             | 55 346            | 11 896,5         |         |       |
| Herrera        | Chitré               | 118 959           | 2 340,7          |         |       |
| Los Santos     | Las Tablas           | 95 794            | 3 809,4          |         |       |
| Panama         | Panama               | 1 552 343         | 8 763            |         |       |
| Panama Ouest   | La Chorrera          | 567 886           | 3 123,8          |         |       |
| Veraguas       | Santiago de Veraguas | 246 280           | 10 629,6         |         |       |

## Comarques
Les quatre comarques indigènes au statut de province :
| Comarque       | Capitale         | Population (2016) | Superficie (Km2) | Drapeau | Carte |
| -------------- | ---------------- | ----------------- | ---------------- | ------- | ----- |
| Emberá-Wounaan | Unión Chocó      | 11 429            | 4 383,5          |         |       |
| Guna Yala      | Gaigirgordup     | 43 503            | 2 340,7          |         |       |
| Ngäbe-Buglé    | Llano Tugrí (es) | 204 258           | 6 968            |         |       |
| Naso Tjër Di   | Sieyic (es)      | 5 000             | 1 606,16         |         |       |

Les deux comarques indigènes au statut de corregimiento :
| Comarque          | Province (district) | Capitale  | Population (2010) | Superficie (Km2) | Drapeau | Carte |
| ----------------- | ------------------- | --------- | ----------------- | ---------------- | ------- | ----- |
| Kuna de Madugandí | Panama (Chepo)      | Akua Yala | 4 271             | 2 319            | -       |       |
| Kuna de Wargandí  | Darién (Pinogana)   | Mortí     | 1 914             | 775              | -       |       |